# Naxidia hypocyrta
Naxidia hypocyrta là một loài bướm đêm trong họ Geometridae.